# Ласковнёв, Александр Петрович
Александр Петрович Ласковнёв — белорусский учёный в области материаловедения, академик Национальной академии наук Беларуси (2014).
Родился 23.03.1949 г. в п. Россоны Витебской области. 
Окончил Белорусский политехнический институт (1972).
В 1974—1975 гг. инженер-конструктор Минского часового завода.
C 1975 г. в Физико-техническом институте АН Белорусской ССР, с 2003 г. заместитель директора по научной работе.
Научные интересы — в области материаловедения, композиционных материалов, порошковой металлургии литья алюминиевых сплавов.
Впервые доказал возможность обработкой давлением получить композиционные силумины с высоким содержанием кремния и включениями частиц, не образующих с матричным сплавом химических соединений и имеющих слоистую структуру (графит, дисульфит молибдена).
Доктор технических наук (2004), академик Национальной академии наук Беларуси (2014; член-корреспондент с 2009).
Автор (соавтор) более 100 публикаций, в том числе 2 монографий. Получил 30 авторских свидетельств и патентов на изобретения.
Сочинения:
- Композиционные материалы на основе порошковых сплавов алюминия. Гомель, 2002.
- Производство алюминиевых поршней для высокофорсированных двигателей внутреннего сгорания. Минск, 2004 (в соавт).